# Дамаджадасри II
Дамаджадасри II — правитель в древнеиндийском государстве Западных Кшатрапов в III веке.

## Биография
По мнению большинства исследователей, отцом Дамаджадасри II был Рудрасена I, иная позиция высказана С. Бхаттачери. По предположению П. Тэндона, Дамаджадасри выступил против своего дяди — махакшатрапа Дамасены, ранее свергнувшего, в свою очередь, брата Дамаджадасри Притвисену. При этом обнаруженный нумизматический материал свидетельствует, что Дамаджадасри именовал себя не махакшатрапом, а кшатрапом (на что отдельное внимание обратил Э. Рэпсон, считавший недопустимым смешение с монетами Дамаджадасри III), что могло означать его нежелание идти на дальнейшее обострение отношений с Дамасеной. Однако это, по всей видимости, не привело к желаемому результату, так как найденные с именем  Дамаджадасри монеты содержат даты их чеканки только 154 и 155 годов сакской эры, что, возможно, соответствует 232 и 233 годам н. э. Преемником Дамаджадасри стал Вирадаман.